# Artaserse

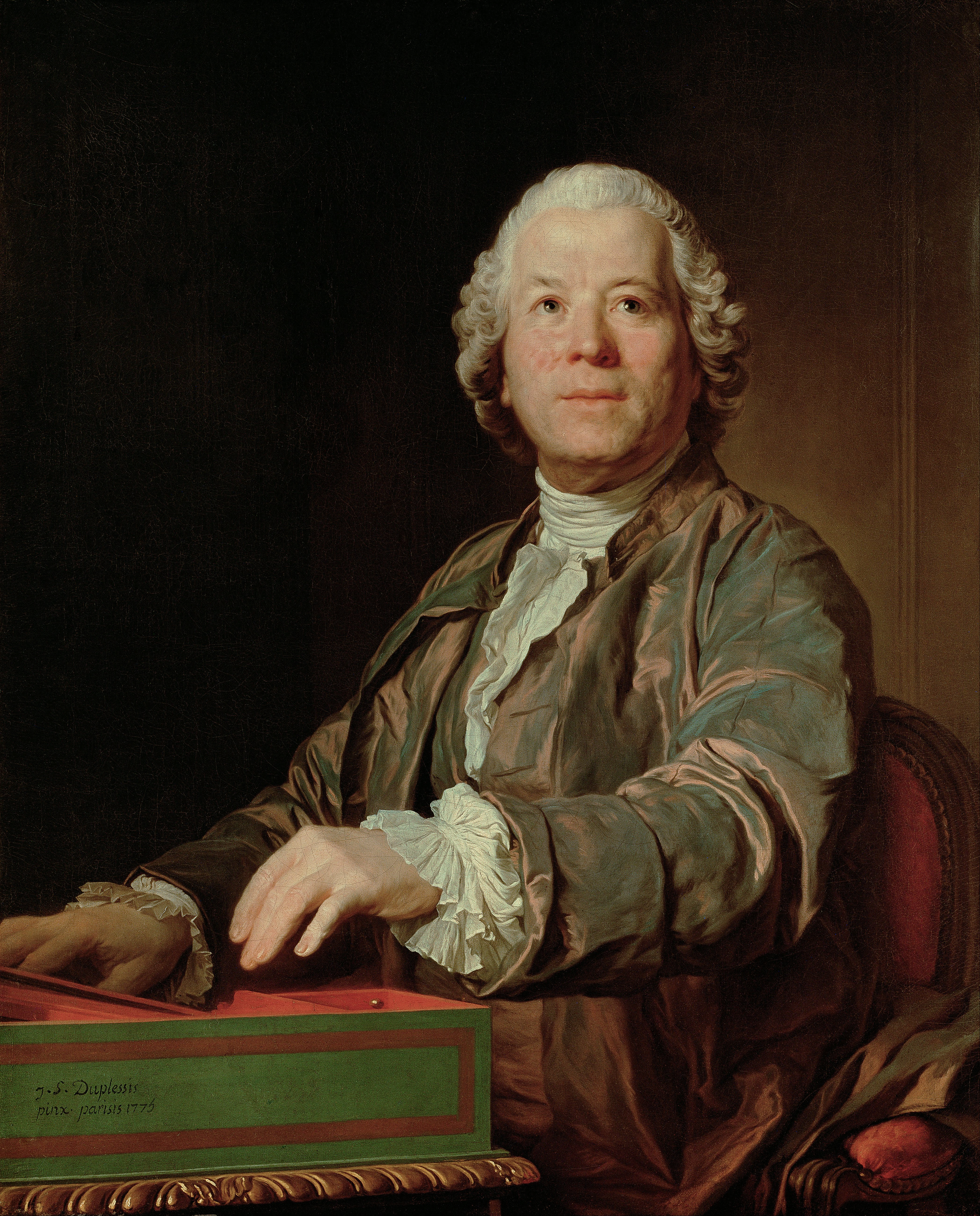
Christoph Willibald Gluck.

Artaserse är en opera (dramma per musica) i tre akter med musik av Christoph Willibald Gluck och libretto av Pietro Metastasio.

## Historia
Artaserse var Glucks första opera som han skrev medan han studerade för Giovanni Battista Sammartini 1737-1741, som antagligen förmedlade kontakten med Teatro Regio Ducale i Milano där operan hade premiär den 26 december 1741.
Artaserse är den italienska formen av kung Artaxerxes I. Metastasios libretto skulle komma att tonsättas fler än 90 gånger.